# Klonowa (województwo łódzkie)
Klonowa – wieś w Polsce położona w województwie łódzkim, w powiecie sieradzkim, w gminie Klonowa.
Wieś królewska (tenuta) w powiecie sieradzkim województwa sieradzkiego w końcu XVI wieku. W latach 1954–1972 wieś należała i była siedzibą władz gromady Klonowa. W latach 1975–1998 miejscowość administracyjnie należała do województwa sieradzkiego.
Miejscowość jest siedzibą gminy Klonowa.
Duża wieś z wieloma przysiółkami, w otoczeniu rozległych lasów, głównie sosnowych, położona w odległości 14 km na zachód od Złoczewa.

## Historia
Wzmiankowana w 1272 r., była własnością książąt sieradzkich. Z przywileju nadanego przez Leszka Czarnego w 1279 r. wynika, że eksploatowano tu kopaliny żelaza. W XVII w. w Klonowej powstało starostwo niegrodowe. W XVIII w. zbudowano tutaj hutę szkła, której wyroby eksportowano m.in. na Śląsk. W 1884 r. zatrudniano w niej 70 robotników, należała do L. Jajtego. O tej hucie pisano jeszcze w nr 97/1898 "Gazety Kaliskiej". Huta spłonęła w 1899 r. 27 lutego 1863 r. pomiędzy Klonową a Kuźnicą Grabowską doszło do bitwy 300-osobowego oddziału powstańczego pod dowództwem Józefa Oxińskiego z kozakami. W bitwie poległo 12 powstańców i 34 kozaków.

## Zabytki
We wsi znajduje się neogotycki kościół Przemienienia Pańskiego z lat 1909–1910, wzniesiony według projektu Zdzisława Mączeńskiego z Warszawy. Kościół ten został zbudowany na miejscu drewnianej kaplicy wystawionej w 1755 r. (którą następnie wyniesiono do godności kościoła) przez Melchiora Szymanowskiego, starostę klonowskiego i stolnika warszawskiego. Konfesjonał i ławki barokowe. Obraz „Zdjęcie z Krzyża" z poł. XVII w. Na uwagę zasługuje rzeźba artysty ludowego Szczepana Muchy z przysiółka Szale.
Na skwerku przed kościołem obelisk z nazwiskami 32 mieszkańców wsi poległych i pomordowanych w czasie ostatniej wojny. 
W różnych częściach wsi zabytkowe drewniane chałupy, najstarsze z XVIII w. i dwa nieczynne już wiatraki typu „koźlak" (z 1877 i 1932 r.)
Według rejestru zabytków Narodowego Instytutu Dziedzictwa na listę zabytków wpisany jest obiekt:
- wiatrak (nr 24), 1932, nr rej.: 342 z 6.10.1986.

 rowerowy.
 rowerowy przez wieś przebiegają oba szlaki rowerowe.